# Ален VII де Роган
Ален VII де Роган (фр. Alain VII de Rohan), (ум. 1352) — 10-й виконт де Роган.

## Происхождение
Ален VII де Роган родился около 1308 года. Он был старшим сыном 9-го виконта де Рогана Оливье II и его первой жены Алисы (Альетты) де Рошфор, дамы д'Азерак. По отцовской линии он приходился внуком 8-му виконту де Рогану Алену VI и Изабо де Леон. По материнской был внуком Тибо II де Рошфора, виконта де Донжес, сеньора Рошфора и д'Азерак, и Анны Невилл, дамы де Грез.

## Брак и дети
В 1322 году Ален VII женился на Жанне де Ростренан, дочери шевалье Пьера де Ростренана и Анны дю Пон.
В семье родилось трое детей:
- Жан (1324—после 1395) — 11 виконт де Роган; был женат на Жанне де Леон, затем — на Жанне Наваррской, имел шестеро законных детей.
- Пьер (род.ок.1327) [3]
- Маргарита  (ок.1330—1406) — замужем за маршалом Бретани Жаном де Бомануаром, после — за коннетаблем Франции Оливье V де Клиссоном; имела троих дочерей от первого брака[4].

## Гибель
Ален VII де Роган погиб в бою при Мороне 14 августа 1352 года, сражаясь на стороне Карла Блуасского.